# Rundkirche

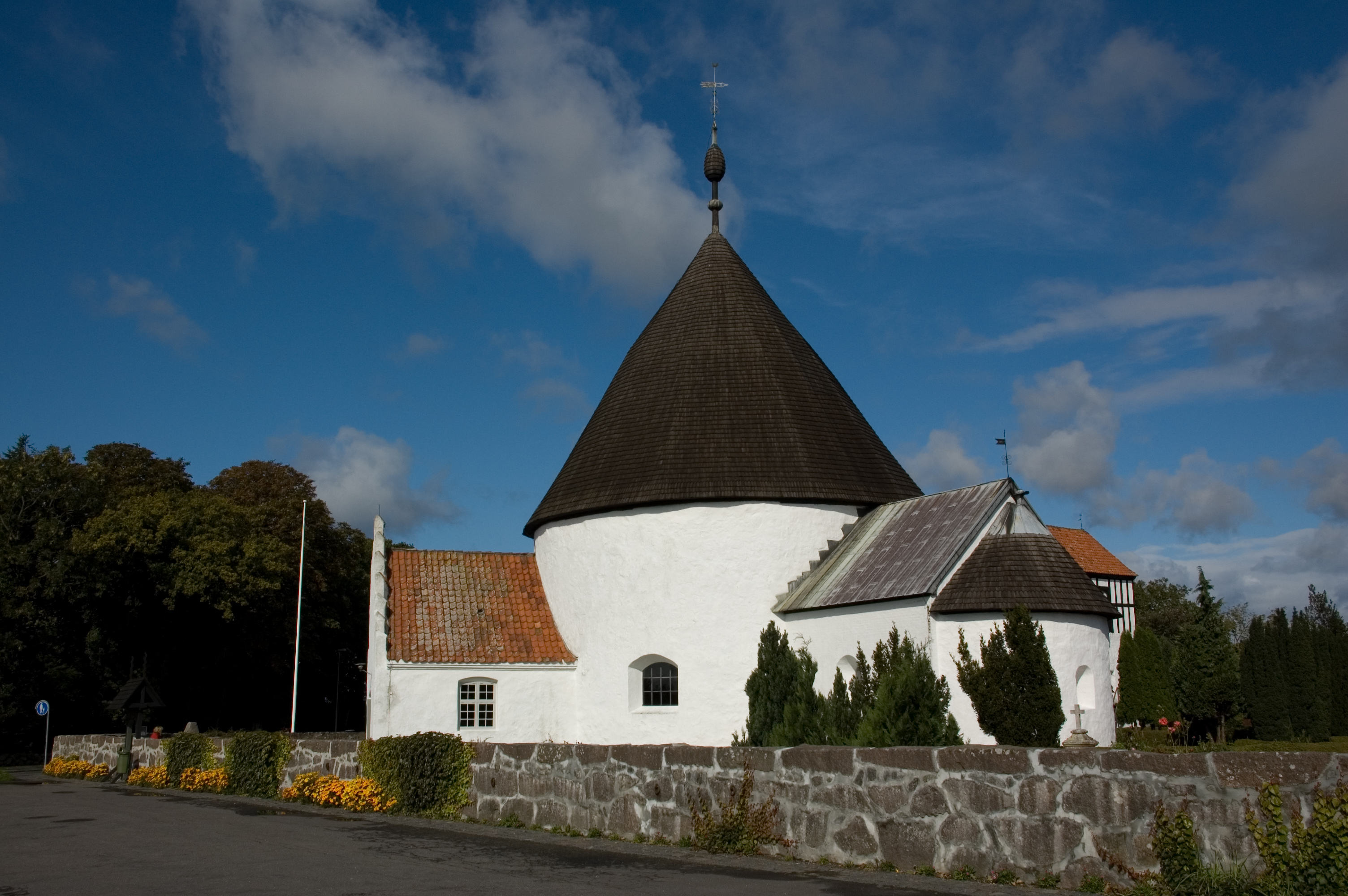
Ny Kirke, Bornholm

Die Rundkirche ist eine kirchenbauhistorische Besonderheit, bei der der Innenraum im Gegensatz zum Longitudinalbau oder der kreuzförmigen Kirche einen im Wesentlichen kreisförmigen Grundriss aufweist.
Die Rundkirche ist eine Form des einfachen Zentralbaus. Sie diente früher als Tauf-, Grab- oder Wehrkirche. Etwaige Anbauten, wie Apsiden, Portikus (Vorraum), Seitenkapellen oder Sakristei sind nicht Bestandteil des eigentlichen Kirchenraumes, und ändern den Charakter der Rundkirche nicht wesentlich.

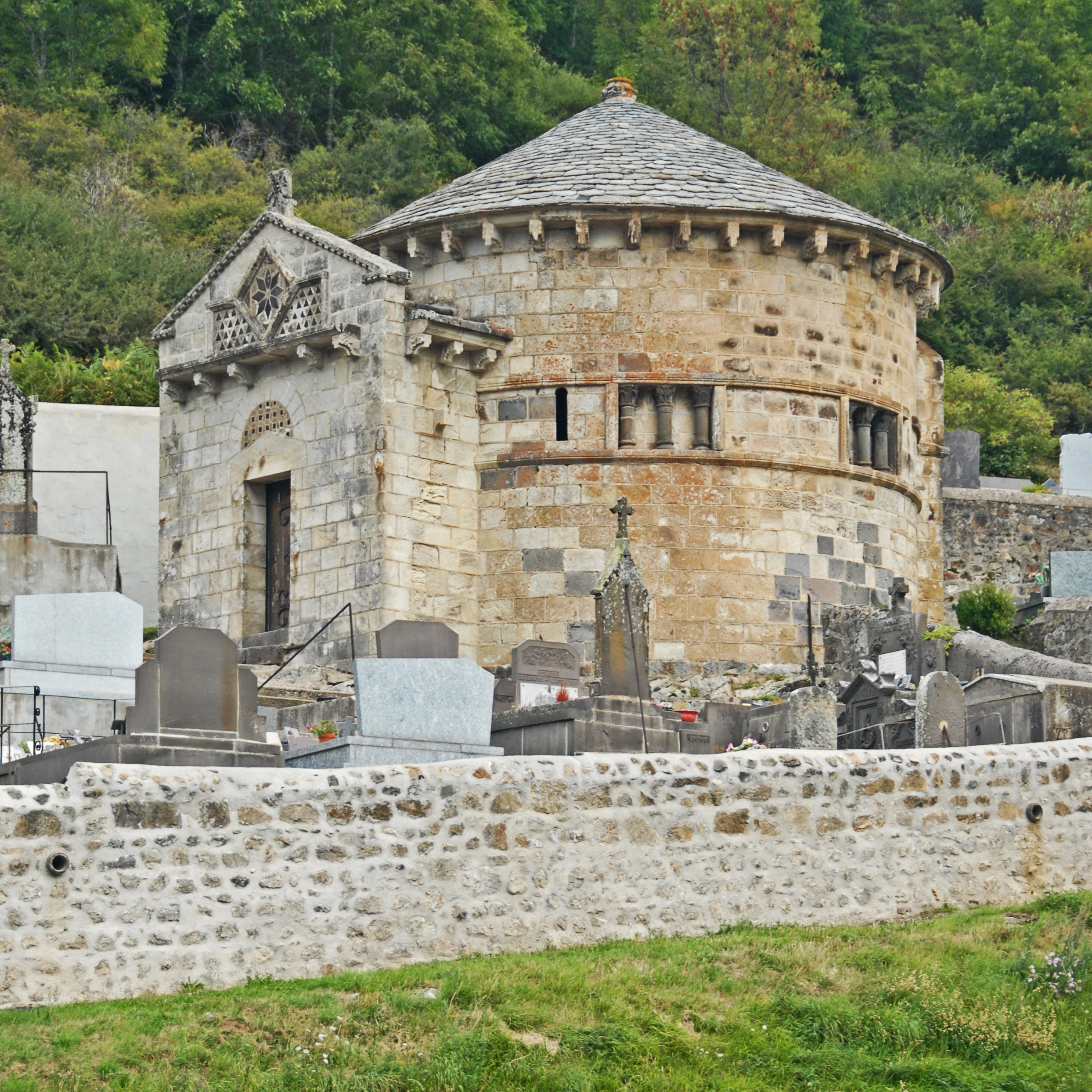
Friedhofskapelle Chambon-sur-Lac, F, 10. und 12. Jh.

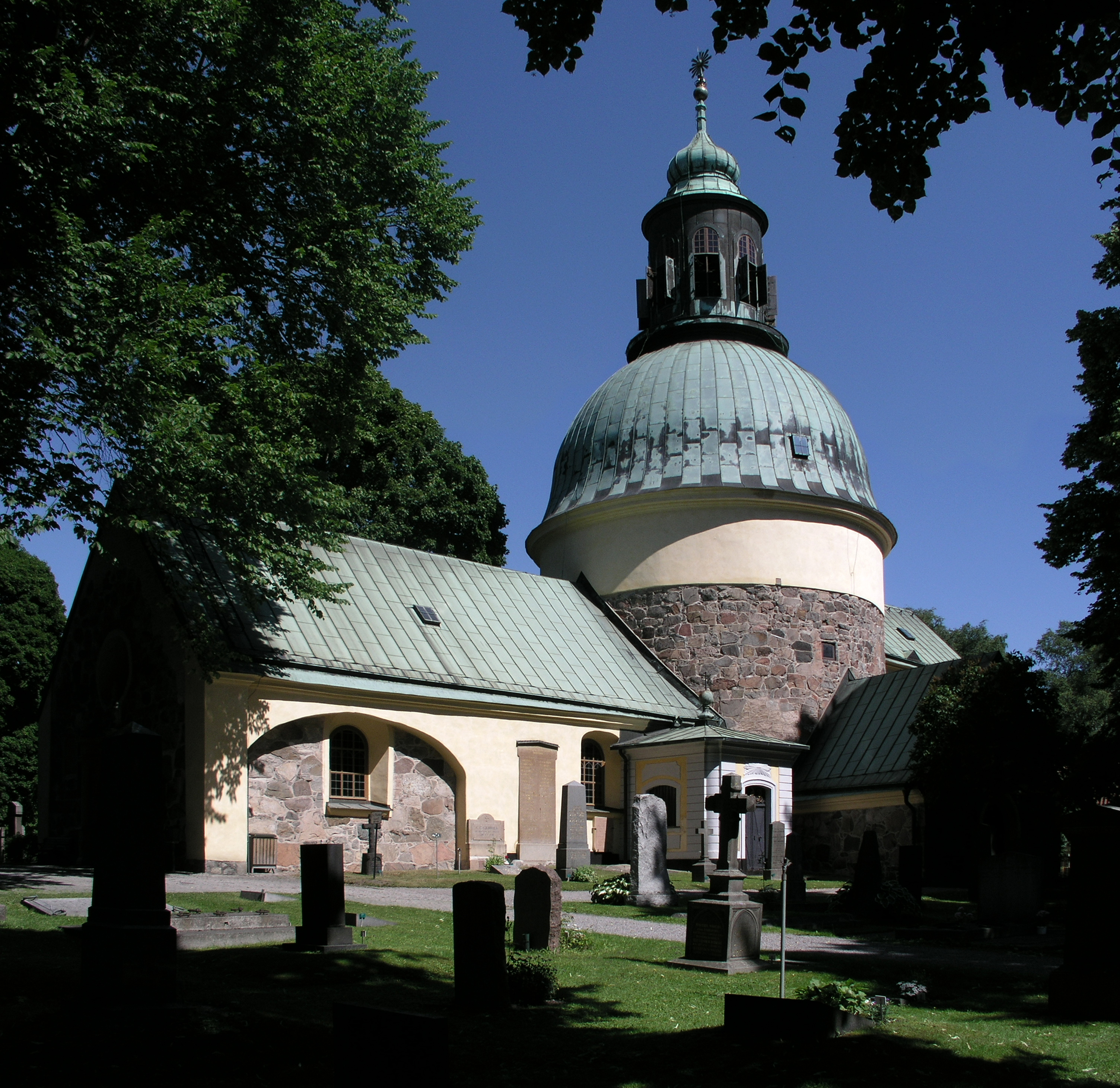
Kirche von Solna, Schweden

## Vorgeschichte und Geschichte

### Europa und Levante

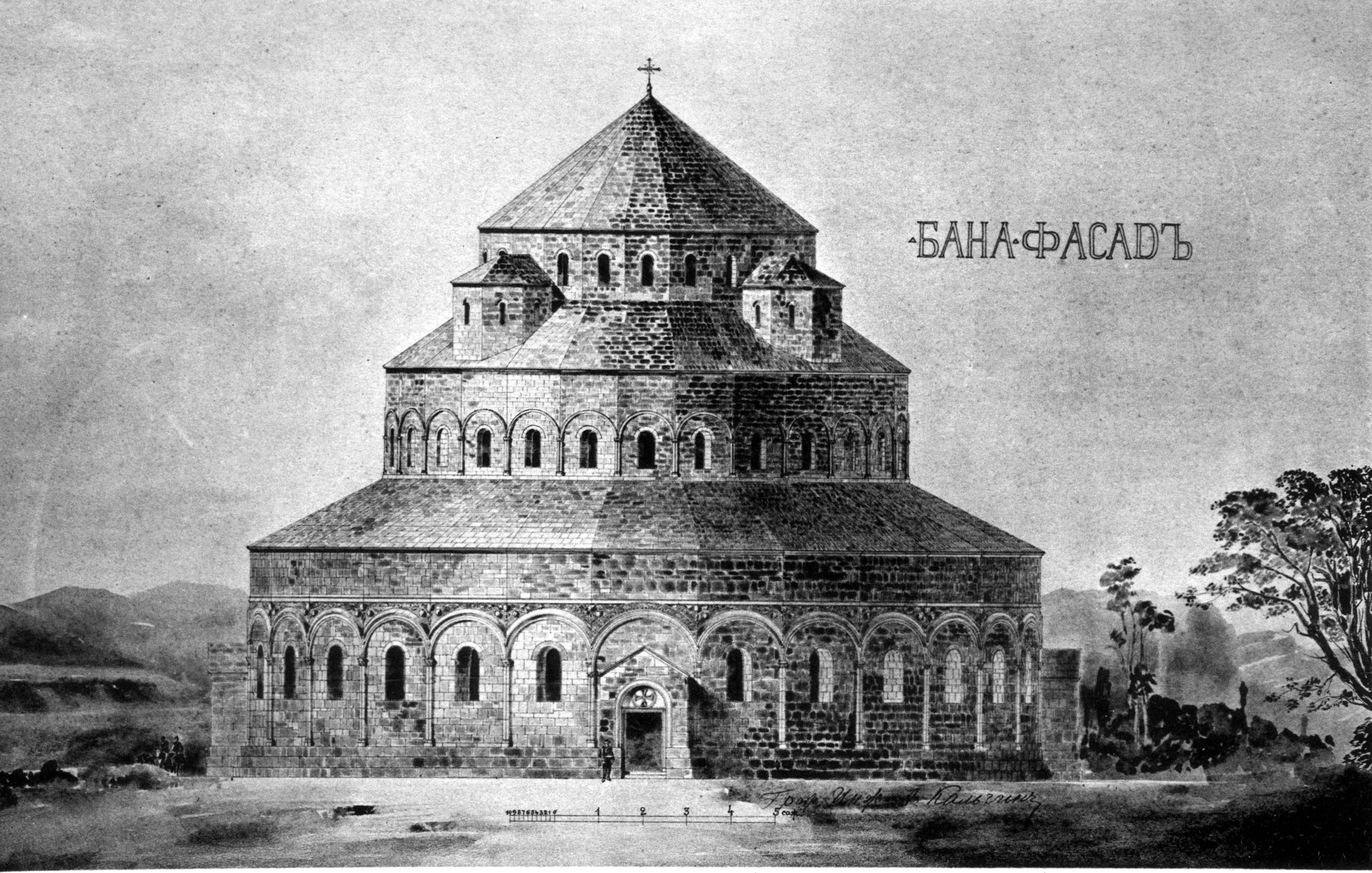
Rekonstruktionszeichnung der georgischen Kathedrale in Bana von Anatoly Kalgyn, 1907

Die ältesten Rundbauten sind offene neolithische Tempel, wie sie vom Göbekli Tepe bekannt sind und in Jerf el Ahmar in der Levante gefunden wurden; auch Stonehenge, seine hölzernen Vorläufer und andere megalithische Steinkreise (cromlechs) sind Rundbauten. Die Idee des Rundtempels verschwand jedoch immer wieder eine Zeit lang, um dann beispielsweise als Clava Cairn oder Tholos wieder aufzutreten. Oft sind nur noch Fundamente zu finden, wie in Agrigent auf Sizilien sowie auf Sardinien und den Balearen. Ab der Bronzezeit werden die Überreste etwas umfangreicher. Rundbauten wie die irischen Duns oder die schottischen Wheelhouses belegen den Fortbestand der Idee ebenso wie die sardischen Nuraghen. Während der Eisenzeit kommen die Beehive-huts sowie die schwedischen Fornburgen hinzu. In Rom entstanden die Vestatempel am Tiber.
Es ist davon auszugehen, dass die Idee der Rundkirche als formale Übernahme vorchristlicher Kultbauformen wie den Tholoi und Monopteroi entstand. Besonders in altchristlicher Zeit und im Mittelalter konnte sich diese Bauform gelegentlich gegenüber der christlichen Kreuzbasilika behaupten. Die älteste christliche Rundkirche soll die Grabeskirche in Jerusalem (ca. 335 n. Chr.) sein. In der Folgezeit treten christliche Rundkirchen vor allem in Form von Land-, Tauf-, Wehr- und Grabkirchen oder Schlosskapellen auf. Die Kirche Sv. Donat in Zadar stammt aus dem 9. Jahrhundert. In Skandinavien prägen Nordische Rundkirchen aus dem Mittelalter noch heute ganze Landstriche, vor allem auf der Insel Bornholm. 

### Georgien und Armenien
Es gibt in der mittelalterlichen georgischen und armenischen Kirchenarchitektur einige herausragende Beispiele von Vierkonchenbauten und Sechskonchenbauten, bei denen die entsprechende Zahl von halbrunden Apsiden um einen zentralen Kuppelsaal angeordnet sind. Außen umgibt sie ein kreisrunder Umgang. In Ruinen erhalten blieben die armenische Kathedrale von Swartnoz aus dem 7. Jahrhundert und die georgische, um 900 erbaute Rundkirche von Bana. Armenische Rundkirchen in Ani stammen aus dem 10. und 11. Jahrhundert.

### Äthiopien

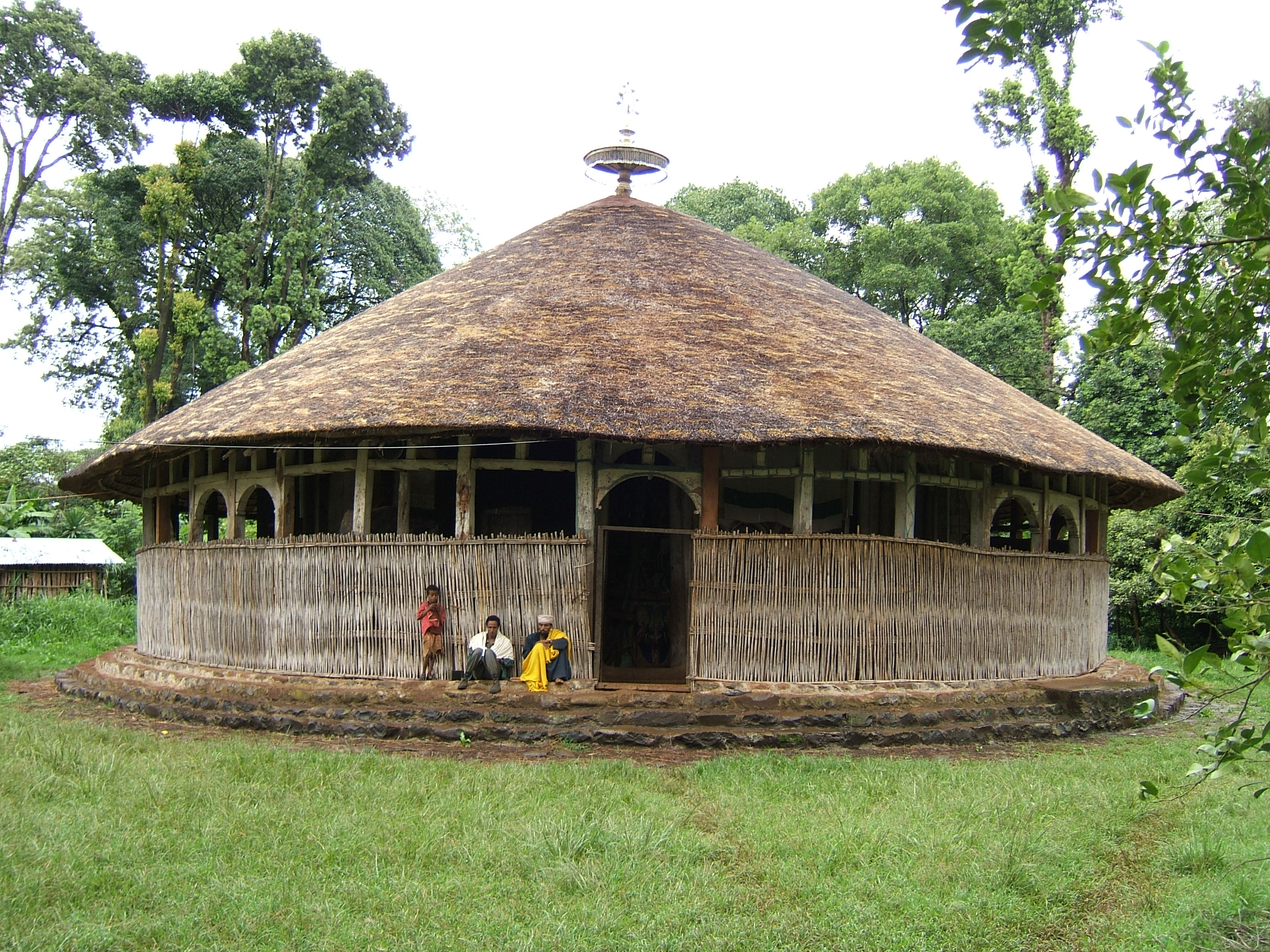
Typische Rundkirche in Äthiopien

In Äthiopien hat sich seit dem 16. Jahrhundert die Rundkirche durchgesetzt und ist heute die charakteristische Form des Kirchenbaus. Äußerlich sehen diese Kirchen aus wie große Tukuls (klassische Rundhütten), im inneren sind sie meistens in drei Bereiche aufgeteilt: Das Kene Mahalet, das Mäkdas und das Kedus Kedusan.
Das Kene Mahalet ist ein Rundgang im äußeren Bereich, der durch eine Wand von den beiden inneren Abschnitten getrennt ist. Es kann von jedermann betreten werden, der Boden ist mit Teppichen ausgelegt und im Eingangsbereich befinden sich Stühle für die Alten und Kinder (der äthiopisch-orthodoxe Gottesdienst wird stehend gefeiert). In den zweiten Bereich, das Mäkdas dürfen nur die Priester durch Türen eintreten. Dort werden die Kirchentrommeln (kebero) und Sistren für den Gottesdienst aufbewahrt. Der Boden ist ebenfalls mit Teppichen ausgelegt. Das Kedus Kedusan ist das Allerheiligste. Es ist rechteckig und beinhaltet den Altar und den Tabot, eine Nachbildung der Bundeslade aus Holz. Alle Wände sind mit Ornamenten und Heiligenbildern bemalt.

## Verwandte Bezeichnungen

### Rotunden
Rotunde ist die Bezeichnung für Bauwerk mit einem kreisrunden Grundriss oder für ein rundes architektonisches Element. Sie ist auch die Bezeichnung für frühe runde Kirchenbauten in Italien, Frankreich, Böhmen und Mähren, etwa bis ins 12. Jahrhundert.
Eine Rotunde steht entweder alleine (Zentralbau) oder ist Teil eines unrunden Gesamtkonzepts (Petersdom).
Große, insbesondere barocke Zentralbauten bezeichnet man in einigen Fällen nicht als Rundkirchen, wenn sie nicht vom Typus Tauf-, Grab- oder Wehrkirche sind.
Beispiele:
- Abtei Charroux (Poitou)
- Ste-Marie in Lanleff, Bretagne
- Sankt-Hedwigs-Kathedrale in Berlin
- Santa Maria della Salute in Venedig

### Ovalkirchen
Ovalkirchen, also Kirchenbauten mit einem ovalen Grundriss, werden oft auch als Rundkirchen bezeichnet.
Beispiele:
- Kapelle der Versöhnung auf dem ehemaligen Berliner „Todesstreifen“ an der Bernauer Straße
- Reformierte Kirche von Chêne-Pâquier im Kanton Waadt, Schweiz

### Oktogone

Ein Oktogon

Oktogone werden manchmal, auch in Architekturlexika, als Rundkirchen bezeichnet.
Die möglicherweise erste oktogonale Kirche ist die Domus Aurea in Antiochia, deren Bau unter Konstantin I. im Jahre 327 n. Chr. begann. Die älteste erhaltene Oktogonalkirche ist San Vitale in Ravenna.
Beispiele oktogonaler Rundkirchen:
- Aachener Dom
- Gnadenkapelle in Altötting
- Trinitatiskirche Carlsfeld/Erzgebirge
- Evangelisch-lutherische Kirche in Seiffen/Erzgeb.
- Kirche am Markt (Hamburg-Niendorf)
- Kirche Zum Friedefürsten in Klingenthal

### Zwölfeckige Bauten

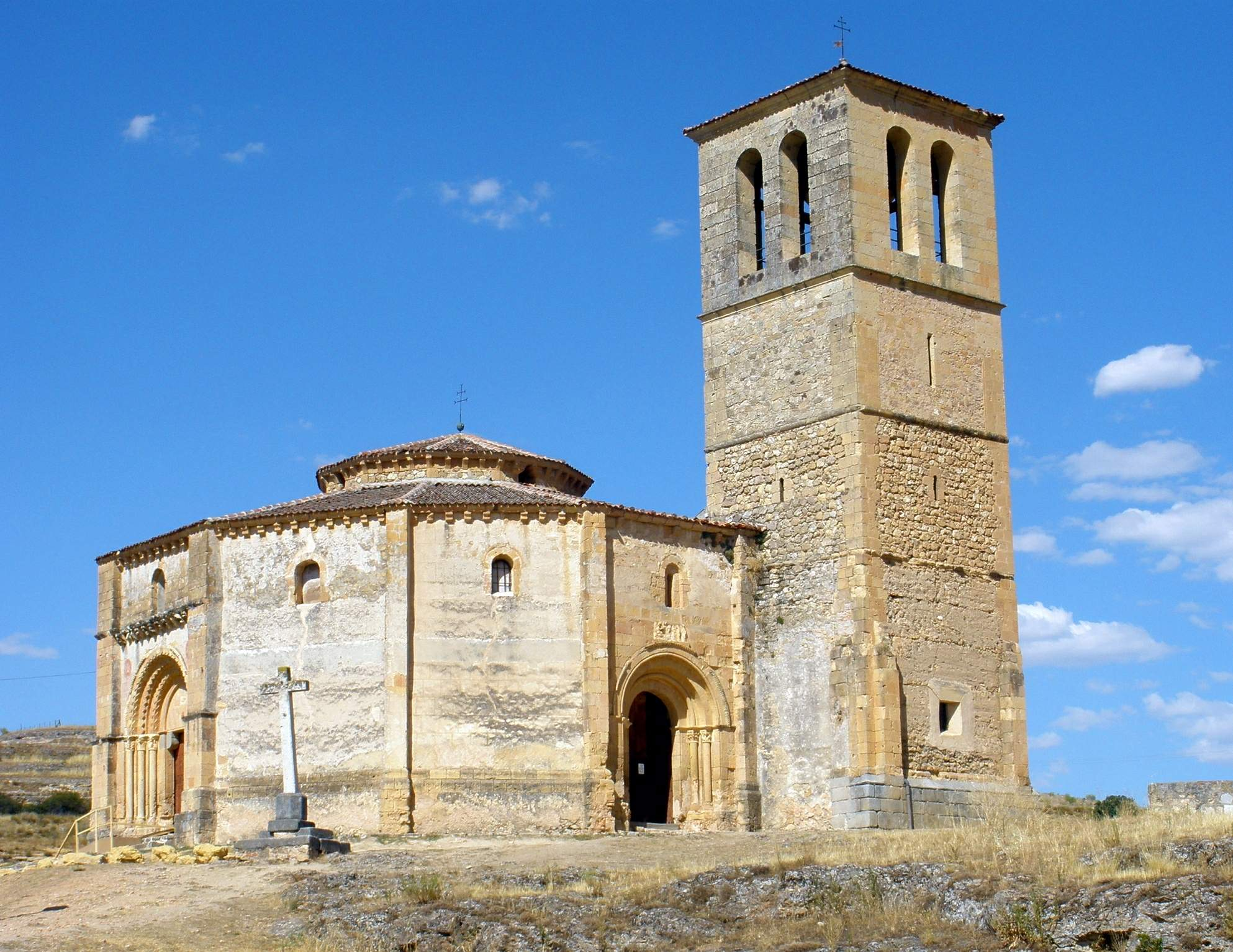
La Vera Cruz in Segovia

Auch Kirchen mit einem zwölfeckigen Grundriss stehen in der Tradition der Rundkirche.
- Drüggelter Kapelle, Möhnesee, Ortsteil Delecke, Sauerland, 12. Jahrhundert
- Santa María de Eunate, bei Puente la Reina, Navarra am spanischen Jakobsweg
- La Vera Cruz in Segovia, 13. Jahrhundert mit Drei-Apsiden-Chor

Eine Besonderheit ist die 15-eckige Schlosskapelle Griebenow.

### Fünfzehneckiger Bau
- Schlosskapelle Griebenow

### Dreikonchenanlage
Einen dreieckigen Grundriss (Dreikonchenanlage) hat die Dreifaltigkeitskirche Kappl in Waldsassen.

### Vierpasskirche

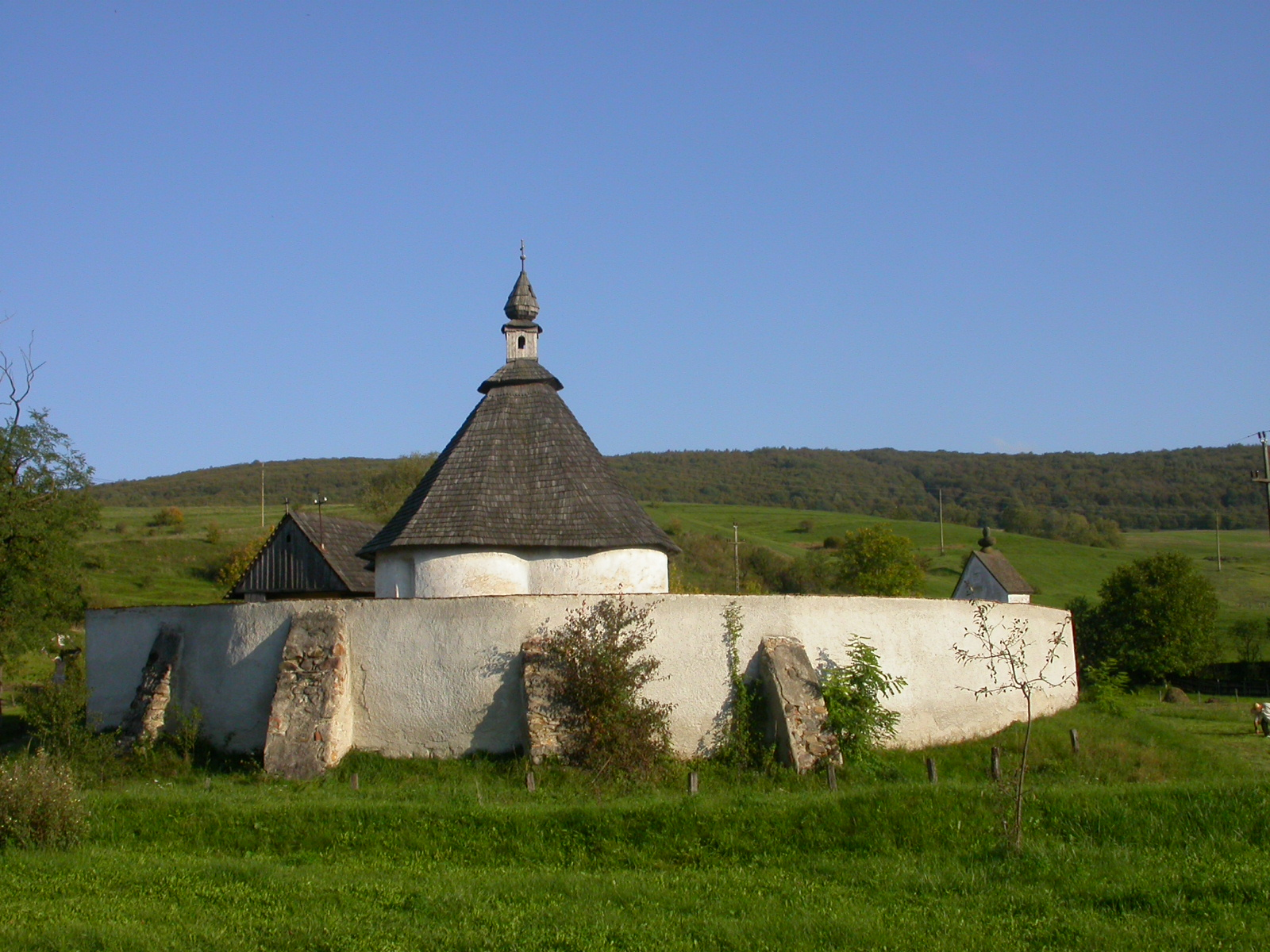
Jesuskapelle in Odorheiu Seguiesc

Einen Grundriss von vier Kreisen (Vierpass) hat die Jesuskapelle in Odorheiu Seguiesc (Oderhellen) in Siebenbürgen wahrscheinlich aus dem 13. Jahrhundert.

## Rundkirchen im engeren Sinne

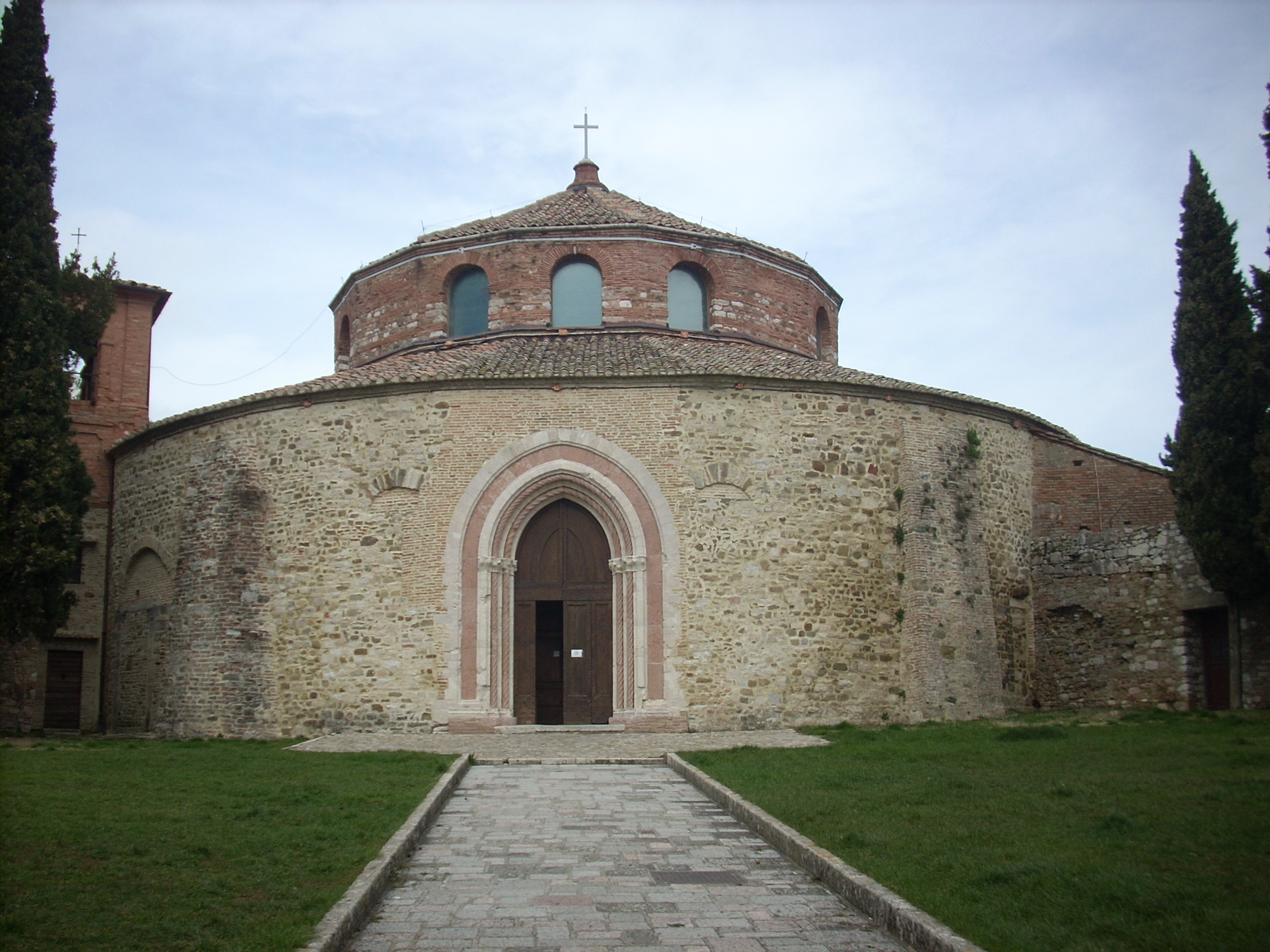
San Michele Arcangelo, Perugia

Hauptartikel: Liste der Rundkirchen

### Frühchristliche Zeit
- Santo Stefano Rotondo (5. Jahrhundert), Rom
- San Michele Arcangelo (5./6. Jahrhundert), Perugia

### Mittelalter

#### Bulgarien
- Rundkirche Preslaw, 10. Jahrhundert

#### Deutschland
- Altenfurt (Nürnberg), Kapelle Johannes der Täufer und Katharina, 12. Jahrhundert
- Eisenharz (Allgäu), Rundkapelle
- Hausbach (Vilshofen an der Donau), St. Magdalena, romanische Rundkirche mit gotischem Gewölbe
- Knautnaundorf (Leipzig),  Andreaskapelle, vor 1100
- Salzfurtkapelle (Sachsen-Anhalt), Rundkirche, 12. Jahrhundert
- Würzburg, Marienkirche; 8. oder 10. Jahrhundert

Nicht mehr erhalten oder Ruine sind:
- Rundkapelle der Burg Höfe, Hessen, 8./9. Jahrhundert (archäologisch)
- Rundkapelle(Rotunde), Wiprechtsburg Groitzsch, Sachsen, um 1080 (Ruine)
- Klosterkirche Sankt Michaelis in Schleswig, 12. Jahrhundert (1870 durch Neubau ersetzt)
- Reste/Grundmauern einer romanischen Rundkapelle (Rotunde) auf dem Friedhof des Klosters Petersberg, Sachsen-Anhalt

#### England

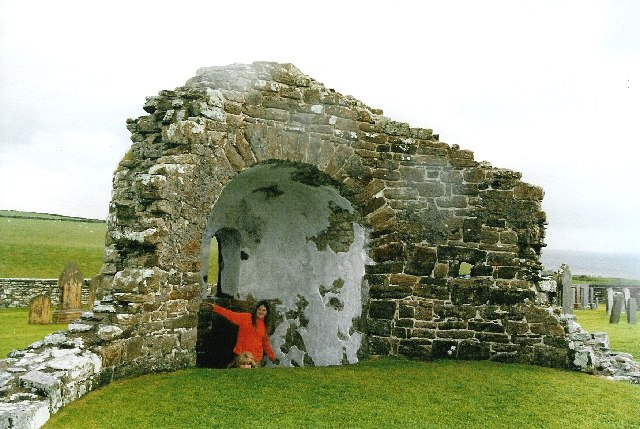
Ruine der Rundkirche von Orphir, Orkney

Beispiele für mittelalterliche Rundkirchen, die nicht in der Wehrkirchen-Tradition stehen, finden sich in England:
- Holy Sepulchre (12. Jahrhundert), Cambridge
- Temple Church (12. Jahrhundert), London
- Rundkirche von Orphir, Orkney, Schottland (Ruine)
- Kirche von Little Maplestead (14. Jahrhundert), Essex

#### Italien

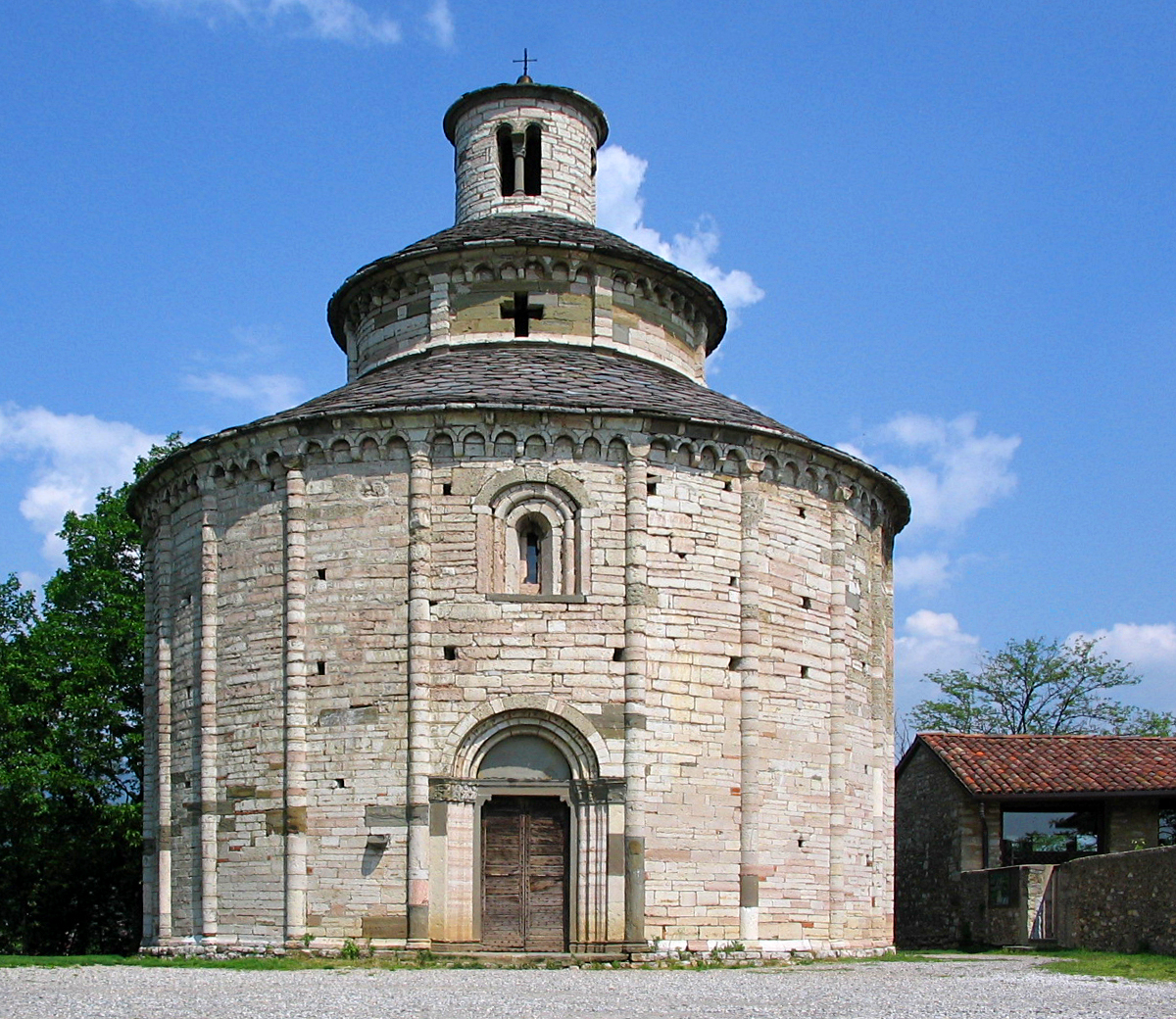
Rotonda di San Tomè

Italien hat eine Vielzahl von Rundkirchen (siehe Weblinks)
- Rom, Pantheon; entstanden um 125 n. Chr., um 610 zur Kirche geweiht (Sanctae Mariae ad Martyres)
- Rotonda di San Lorenzo, Mantua, 11./12. Jahrhundert, Rekonstruktion 1908–1911
- Rotonda di San Tomè, Almenno San Bartolomeo, 12. Jahrhundert, Verwendung älterer Bauteile
- Rotunde auf dem Montesiepi, südwestlich von Siena; spätes 12. Jahrhundert
- St. Georg in Schenna (Ortsteil St. Georgen) (Südtirol, Italien)

#### Österreich
- Rundkapelle Petronell
- Neulengbach: Laurenzi-Kirche
- Pfarrkirche Scheiblingkirchen
- Karner (Hartberg)
- Zwettl: Karner
- Großglobnitz: Karner
- Großgöttfritz: Karner
- Friedersbach: Karner
- Tigring: Karner
- Sankt Veit an der Glan: Karner
- Sankt Veit an der Glan: Friedhofskarner
- Karner Kühnring
- Enns: Scheiblingkirche (abgebrochen 1566)

#### Skandinavien

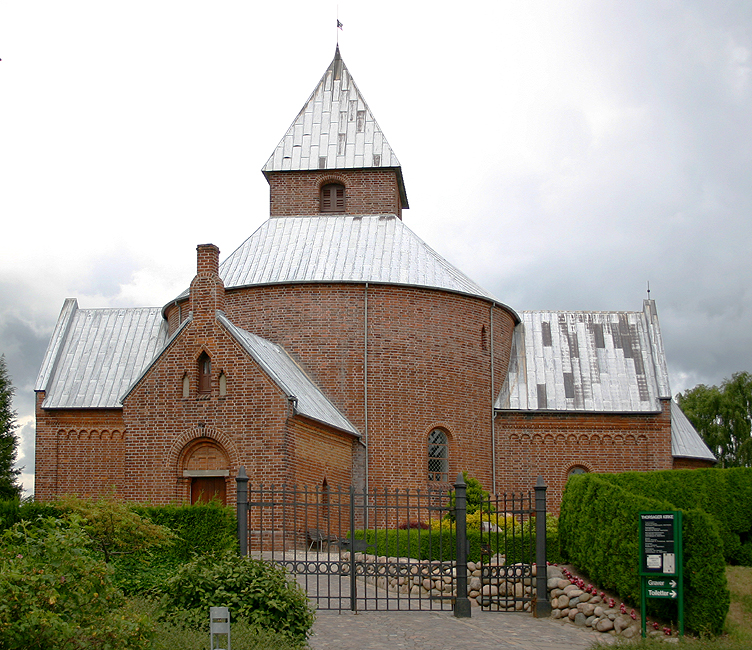
Kirche von Thorsager

An den Skandinavischen Rundkirchen, insbesondere auf Bornholm, ist der architektonische Grund-Typus sehr instruktiv.
- Sankt-Ols-Kirche, Bornholm
- Rundkirche von Østerlars, Bornholm
- Ny Kirke, Bornholm
- Rundkirche von Nylars, Bornholm
- Kirche von Thorsager, Jütland
- Horne Kirke, Fünen
- Kirche von Hagby, (Småland)
- Kirche von Bjernede, Seeland
- Kirche von Solna, Schweden
- Kirche von Valleberga, Schweden
- Rundkirche von Helsingborg

#### Tschechien

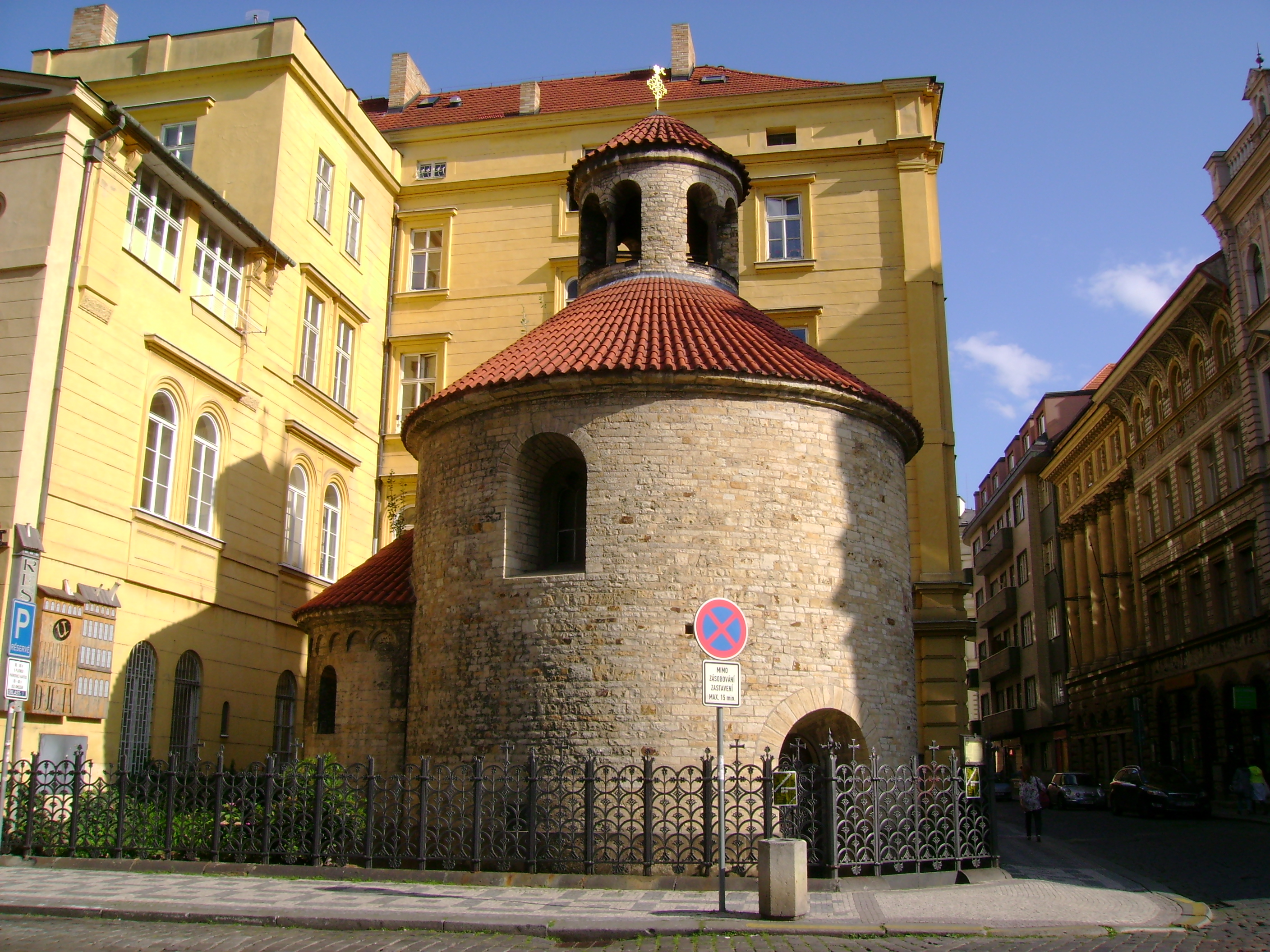
Heilig-Kreuz-Rotunde, Prag

In Böhmen und Mähren haben sich einige Rundkirchen (meist Rotunden) erhalten, drei davon in Prag.
- Sankt-Martins-Rotunde (Rotunda sv. Martina), Prag (Vyšehrad), letzten Drittel 11. Jahrhundert
- Longinusrotunde, Prag (Vyšehrad), 12. Jahrhundert
- Heilig-Kreuz-Rotunde, Prag (Postgasse) um 1125
- St. Maria Magdalena (Přední Kopanina), nahe Prag, 12. Jahrhundert
- St. Peter und Paul / Budeč, Zákolany, nahe Prag, Ende 10. Jahrhundert
- Rotunde Říp, Berg Říp (Georgsberg), Okres Litoměřice, 12. Jahrhundert

#### Ungarn

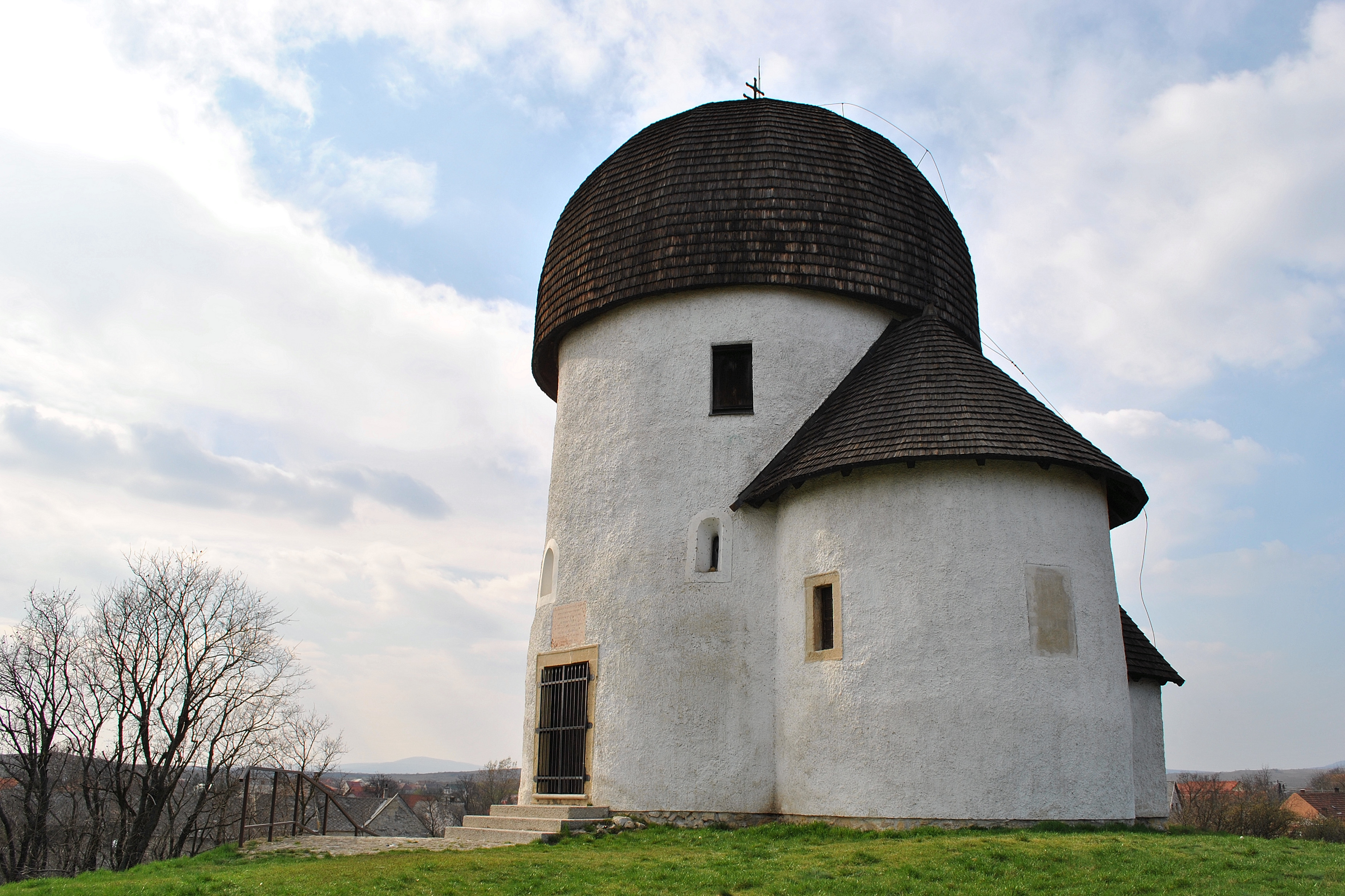
Rundkirche von Öskü

In Ungarn gibt es einige gut erhaltene Rundkirchen (Rotunden).
- Kallósd, Sankt-Anna-Kirche, um 1260
- Karcsa, Reformierte Kirche, 11. Jahrhundert
- Kiszombor, Rundkirche, 11. Jahrhundert
- Öskü, Rundkirche, 11. Jahrhundert

### 16. bis 19. Jahrhundert

#### Deutschland
- Frankfurter Paulskirche
- Schlosskapelle Guteborn (Brandenburg), Burgturm, Umbau zur Kapelle in zweiter Hälfte 16. Jahrhundert
- Untersuhl (Thüringen), Rundkirche, etwa 1580
- Astheim (Bayern), Rundkapelle, 1724
- Marienberg (Burghausen) (Bayern), Wallfahrtskirche Mariä Himmelfahrt, 1760–1764, Rokokokirche
- Kauschwitz, Rundkapelle von 1763/64
- Kerzenheim (Rheinland-Pfalz) evangelische Rundkirche, 1783–1784, klassizistischer Stil, von Johann Georg Christian Hess, der auch die Frankfurter Paulskirche plante
- Oberneisen (Rheinland-Pfalz), Rundkirche, 1816–1819, klassizistischer Stil
- Darmstadt (Hessen), Kirche St. Ludwig, 1822–1827, dem Pantheon in Rom nachempfunden

#### Luxemburg
- Ehnen, 1826, einzige Rundkirche in Luxemburg

#### Schweiz
- Saas-Balen (Wallis), Rundkirche, 19. Jahrhundert

#### Ungarn
- Szilvásvárad, Rundkirche, 1825, klassizistisch

### Moderne
In den folgenden Bauten wird architektonisch, jedoch nicht funktional, an die alte Tradition angeknüpft:
- Kirche auf dem Tempelhofer Feld in Berlin-Tempelhof, 1927–1928 von Fritz Bräuning
- Auferstehungskirche in Essen, 1930 von Otto Bartning (architektonisch richtungsweisendes Beispiel)
- Pfarrkirche St. Engelbert in Köln-Riehl, 1931 von Dominikus Böhm (architektonisch richtungsweisendes Beispiel)
- Pfarrkirche Liesing, 1955 von Robert Kramreiter
- Friedenskirche in Gelsenkirchen-Schalke, 1957–1959 von Denis Boniver
- evangelische Auferstehungskirche in Bonn-Venusberg 1957 (unter Denkmalschutz) von Denis Boniver
- Allerheiligenkirche in Rosenheim, um 1960
- St. Peter und Paul in Wombach, 1959–1962 von Hans Schädel
- St. Fronleichnam in Homburg, 1964
- St. Aengus Church von Burt in Donegal, 1960er Jahre
- Catedral de Maringá in Brasilien, 1972 (124 Meter hoher Kegel)
- St. Vinzenz in Hamburg-Eißendorf, 1977
- Wallfahrtskirche Santuario della Madonna delle Lacrime in Syrakus, 1994
- Kathedrale St. Maria Königin in Iași, 2005

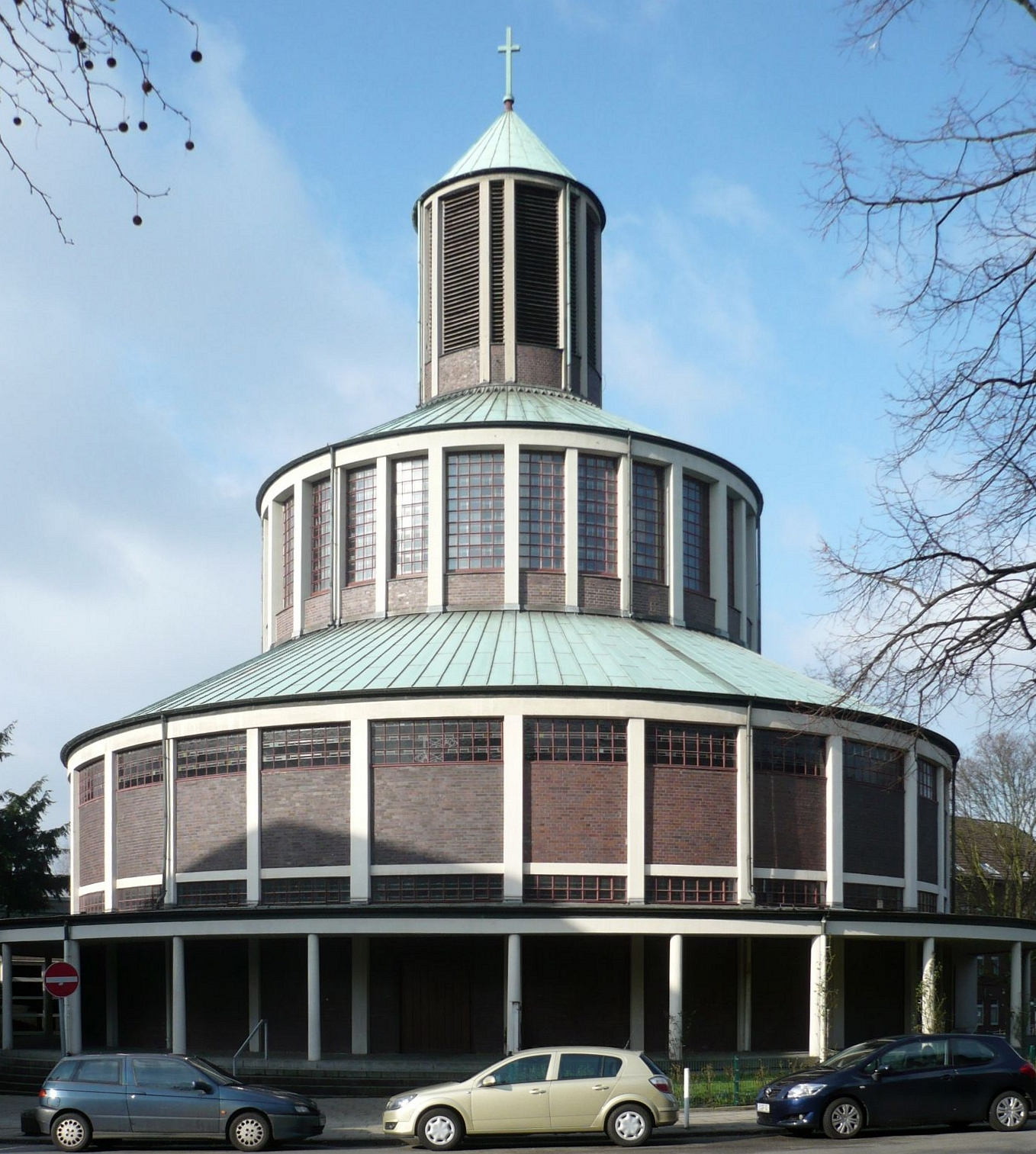
Auferstehungskirche, Essen
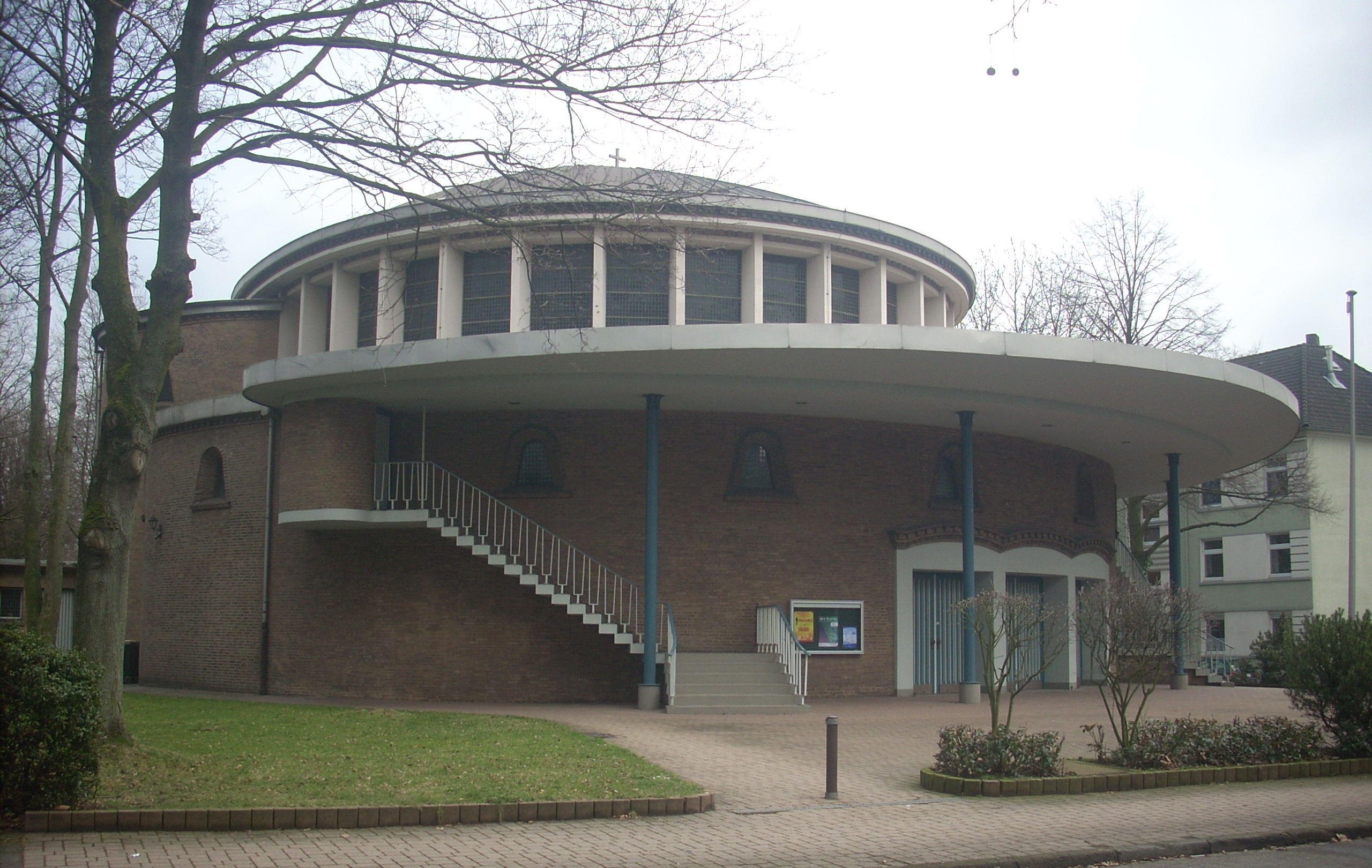
Friedenskirche, Gelsenkirchen
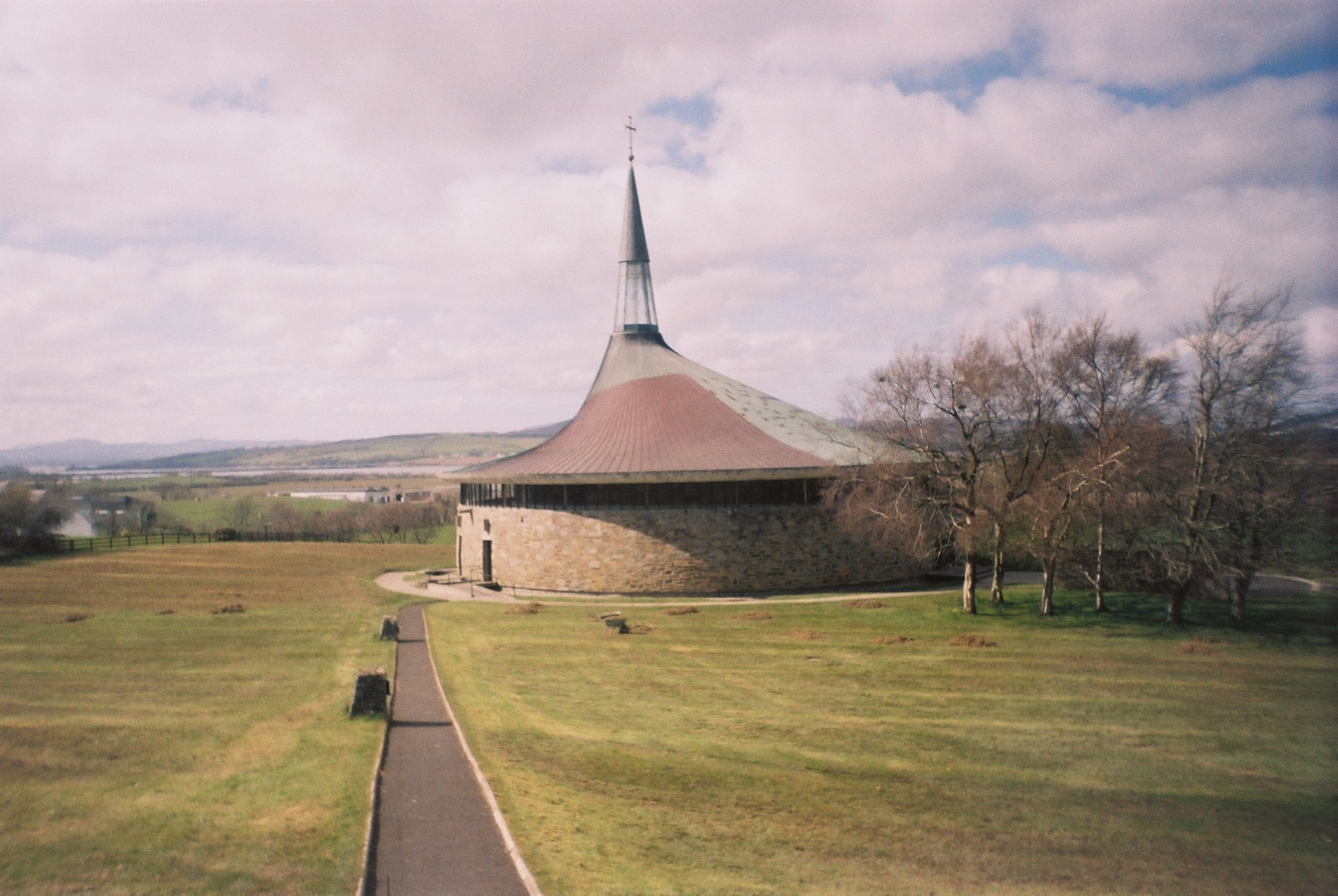
Rundkirche von Burt, Donegal
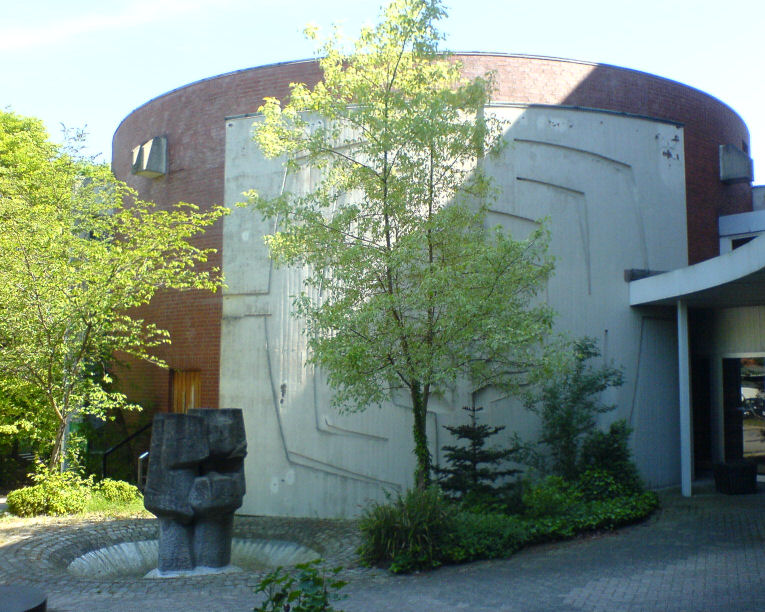
St. Vinzenz, Hamburg-Eißendorf
Madonna della Lacrime, Syrakus